# Arm (musicien)
Pour les articles homonymes, voir Arm.
Arm, typographié ARM par l'artiste, est un auteur-compositeur et rappeur français, installé à Rennes. Chanteur et leader du projet rap Psykick Lyrikah de 2003 à 2015, il sort six albums, dont deux en duo avec le guitariste Olivier Mellano. En 2016, il décide de continuer sa carrière sous le nom d'artiste Arm.
Il se produit sur scène à l'échelle nationale et dans de nombreux festivals comme les Transmusicales, le festival des Vieilles Charrues, Panoramas, Marsatac, etc. Acteur de la scène rap indépendante, il collabore régulièrement avec divers artistes comme Dominique A, Lucio Bukowski, Michel Cloup et Vîrus.

## Biographie

### Période Psykick Lyrikah (2003—2015)
De 2003 à 2015, Arm porte son projet rap Psykick Lyrikah. Parallèlement en 2004, Arm compose et chante pour le spectacle Hamlet - thèmes et variations de David Gauchard, puis en 2010 pour Richard III avec Vincent Mourlon et Olivier Mellano.
Il anime depuis 2008 des ateliers d’écriture et d’enregistrements autour du rap et de la poésie dans des maisons d’arrêt (Rennes, Villefranche-sur-Saône, Arras, Lorient), mais aussi en milieu scolaire. Il a ainsi proposé une lecture musicale d’extraits de l’œuvre poétique d’Aimé Césaire, à partir de laquelle ont été construits des ateliers d’écriture, de musique et de chant. Une intervention qu'Arm évoque en ces termes : « Les textes d’Aimé Césaire sont comme une poésie charnelle qui évoque la liberté et la résistance... des thèmes qui trouvent une résonance particulière en prison. »  
Il contribue à deux des projets du triptyque How we tried d’Olivier Mellano : il participe en tant que guitariste et chanteur au spectacle joué à l’opéra de Rennes avec l’Orchestre national de Bretagne aux Transmusicales 2012. Toujours avec Olivier Mellano, il adapte en 2013 le Cahier d’un retour au pays natal d’Aimé Césaire. En 2015, parti séjourner dans le Grand Nord canadien, le Nunavik, avec la Compagnie Unijambiste, il compose au retour la musique du spectacle Inuk. À l'été 2015, Arm met fin au projet Psykick Lyrikah.

### Carrière solo (depuis 2016)
Il bifurque en 2016 avec Psaumes, un album commun avec le compositeur Tepr connu pour ses collaborations avec Yelle et Woodkid. L'année suivante, il sort son premier album solo Dernier empereur,. Concomitamment, Arm participe aux disques pour enfants des Mistoufles avec Emmanuelle Hiron d’après les textes de Françoise Morvan, pour lesquels il compose les musiques. En 2018, il intervient dans le projet Barbaresques de Christophe Piret, en tant que musicien, comédien et chanteur, d’après les textes de Félix Jousserand.
Puis, en marge de la scène hip-hop française, il sort son second album solo, Codé influencé par le rock et l'electro,,.
Il sort en 2021 le EP Temps Réel. Arm participe depuis 2021 à l'animation des ateliers Parler vif pour l’École des vivants créée par Alain Damasio. Il continue à s'investir dans le domaine théâtral et porte le texte d’Henry David Thoreau pour une performance musicale mise en scène par David Gauchard Le temps est la rivière où je m'en vais pêcher.
Arm travaille actuellement en tant que comédien et compositeur sur l'adaptation de Macbeth de Shakespeare par David Gauchard, dans la traduction d'André Markovicz, création automne 2024 au théâtre de Cornouaille (Quimper).

## Discographie

### Albums
- 2010 : Iris et Arm - Les Courants Forts
- 2014 : Le Silence des oiseaux roman de Dorothée Piatek, mis en musique par Arm
- 2015 : Inuk (L'Unijambiste)
- 2016 : Arm / TEPR - Psaumes (Yotanka)
- 2017 : Dernier Empereur (Yotanka)
- 2019 : Codé (Yotanka)
- 2021 : Temps Réel (Yotanka)
- 2023 : La Nuit des Lions (autoproduction)

### Participations
- 2007 : Hamlet / thèmes et variations avec Robert Le Magnifique et Jean-François Sirérol
- 2007 : 9 Km 450, il réalise le titre Anatole France[17],[18]
- 2011 : Richard III avec Vincent Mourlon et Olivier Mellano
- 2015-2018 : Les Mistoufles avec Emmanuelle Hiron d’après les textes de Françoise Morvan

## Performances
- 2011 : Herem d'André Markowicz - voix avec André Markowicz, Vincent Mourlon et Pierre Ménasché.
- 2013 : Cahier d’un retour au pays natal d’Aimé Césaire - voix et musique avec Olivier Mellano[19].
- 2018 : Barbaresques de Christophe Piret - en tant que musicien, comédien et chanteur (d’après les textes de Félix Jousserand).
- 2022 : Le temps est la rivière où je m'en vais pêcher, texte d’Henry David Thoreau - création musicale et voix.